# Cryptographis niveocilia
Cryptographis niveocilia là một loài bướm đêm trong họ Crambidae.